# Marvel Music
Marvel Music, Inc. — подразделение Marvel Studios, занимающееся изданием саундтреков к фильмам, сериалам и компьютерным играм. Является преемником Mighty Marvel Music Corporation, Marvel Music Groups и Marvel Music, прежних музыкальных издательских подразделений Marvel Entertainment Group, Inc.
В 1994— 1995 годах название «Marvel Music» ненадолго использовалось для изданий комиксов, основанных на популярных музыкантах.

## История
Президент Marvel Терри Стюарт стремился разнообразить продукцию Marvel за пределы комиксов о супергероях. Заметив популярность серии комиксов «Rock 'N' Roll» от Revolutionary Comics, в которой представлены несанкционированные биографии групп, Стюарт почувствовал что существует рынок комиксов, основанных на музыкантах. В 1990 году Marvel опубликовала «Cheap Trick: Busted» и «Boo-Yaa T.R.I.B.E: Coming to Yaa» в качестве эксперимента. Стюарт нанял Морта Тодда в качестве редактора музыкального издательства. Эта концепция была встречена с некоторым скептицизмом внутри компании; Помощник редактора Карл Боллерс вспоминал, что «когда создатели супергоев в офисе услышали, что мы делаем рок-комиксы, возникло чувство: „Боже мой, это ужасно!“», что свидетельствует об опасениях, что идея может быть либо слишком провальной, либо же как в случае с Revolutionary, на которую музыканты дважды подавали в суд за свое изображение в комиксах про рок-н-ролл.
В отличие от комиксов «Rock 'N' Roll», Marvel планировала предоставить творческий контроль над своими музыкальными комиксами музыкантам. В 1991 году к автору комиксов Нилу Гейману обратился один из руководителей Epic Records с просьбой помочь в разработке концептуального альбома для Элиса Купера. Гейман был заинтересован в этом проекте, так как был знаком с Купером и рассказал журналу Spin, что «когда я был ребёнком 15 лет назад, я прочитал „Marvel Premiere # 50, Alice Cooper: Tales From The Inside“, и мне также понравился „Welcome to My Nightmare“. Мои двоюродные братья были поклонниками Элиса Купера, а я был поклонником Дэвида Боуи, Лу Рида. Но они заставили меня посмотреть на „Teenage Lament '74“ в топе популярности».
В июне 1994 года сотрудничество Элиса Купера и Гейманом переросло в сольный альбом «The Last Temptation», который был адаптирован в виде комикса.
В 1995 году импринт был закрыт, поскольку Marvel была на грани банкротства. В 2005 музыкальный бренд был преобразован в подразделение Marvel Studios, которое издаёт саундтреки к фильмам, сериалам и компьютерным играм совместно с Hollywood Records.

## Продукция

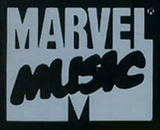
Логотип в 1994—1995 годах

### Комиксы
В этих комиксах рассказывались истории жизни известных музыкантов и групп, а в некоторых из них были мини-драмы, ориентированные на альбомы, нарисованные тексты песен или фантазии о супергероях. Все эти комиксы созданы при участии исполнителей.
- «Bob Marley: Tale Of The Tuff Gong #1-3» (1994—1995)
- «Alice Cooper: The Last Temptation #1-3», от Нила Геймана и Майкла Зулли, при участии Элиса Купера (1994) — основано на альбоме «The Last Temptation» от Элиса Купера
  - «The Compleat Alice Cooper: Incorporating the Three Acts of Alice Cooper, The Last Temptation», от Нила Геймана и Майкла Зулли, при участии Элиса Купера (1995)
- «Break The Chain»[6], основано на жизне KRS-One (1994) — в выпуск № 1 включена аудиокассета с заглавным треком
- «Woodstock, 1969—1994», от Морта Тодда и Чарльза Шнайдера, иллюстрировано Пэтом Реддингом (1994)
- «Marty Stuart: Marty Party In Space», от Пола Ньюмана, Марти Стюарта и Пэта Бойетта (1995)
- «Billy Ray Cyrus», от Пола Ньюмана, Дэна Бэрри и Гейла Беккета (1995)
- «Rolling Stones: Voodoo Lounge», от Дэйва Маккина (1995)
- «Onyx: Fight!», от Карла Боллерса и Ларри Ли (1995)

### Музыка

#### Саундтрек к фильмам
| Название                                  | Дата выхода     | Длительность | Композитор(-ы)                | Лейбл(-ы)                        |
| ----------------------------------------- | --------------- | ------------ | ----------------------------- | -------------------------------- |
| Невероятный Халк                          | 13 июня 2008    | 1:50:55      | Крэйг Армстронг               | Marvel Music                     |
| Тор                                       | 3 мая 2011      | 1:11:53      | Патрик Дойл                   | Buena Vista Records Marvel Music |
| Первый мститель                           | 19 июля 2011    | 1:11:53      | Алан Сильвестри               | Buena Vista Records Marvel Music |
| Мстители                                  | 1 мая 2012      | 1:04:25      | Алан Сильвестри               | Hollywood Records Marvel Music   |
| Железный человек 3                        | 30 апреля 2013  | 1:15:53      | Брайан Тайлер                 | Hollywood Records Marvel Music   |
| Тор 2: Царство тьмы                       | 12 ноября 2013  | 1:17:11      | Брайан Тайлер                 | Hollywood Records Marvel Music   |
| Первый мститель: Другая война             | 1 апреля 2014   | 1:14:32      | Генри Джекман                 | Hollywood Records Marvel Music   |
| Стражи Галактики                          | 29 июля 2014    | 1:04:34      | Тайлер Бэйтс                  | Hollywood Records Marvel Music   |
| Мстители: Эра Альтрона                    | 28 апреля 2015  | 1:17:26      | Брайан Тайлер и Дэнни Эльфман | Hollywood Records Marvel Music   |
| Человек-муравей                           | 17 июля 2015    | 1:05:20      | Кристоф Бек                   | Hollywood Records Marvel Music   |
| Первый мститель: Противостояние           | 6 мая 2016      | 1:09:09      | Генри Джекман                 | Hollywood Records Marvel Music   |
| Доктор Стрэндж                            | 21 октября 2016 | 1:06:28      | Майкл Джаккино                | Hollywood Records Marvel Music   |
| Стражи Галактики. Часть 2                 | 21 апреля 2017  | 0:43:34      | Тайлер Бэйтс                  | Hollywood Records Marvel Music   |
| Тор: Рагнарёк                             | 20 октября 2017 | 1:12:52      | Марк Мазерсбо                 | Hollywood Records Marvel Music   |
| Чёрная пантера                            | 16 февраля 2018 | 1:35:07      | Людвиг Йоранссон              | Hollywood Records Marvel Music   |
| Мстители: Война бесконечности             | 27 апреля 2018  | 1:11:36      | Алан Сильвестри               | Hollywood Records Marvel Music   |
| Человек-муравей и Оса                     | 6 июля 2018     | 56:13        | Кристоф Бек                   | Hollywood Records Marvel Music   |
| Капитан Марвел                            | 8 марта 2019    | 1:07:28      | Пинар Топрак                  | Hollywood Records Marvel Music   |
| Мстители: Финал                           | 26 апреля 2019  | 1:56:00      | Алан Сильвестри               | Hollywood Records Marvel Music   |
| Чёрная вдова                              | 9 июля 2021     | 1:19:53      | Лорн Балф                     | Hollywood Records Marvel Music   |
| Шан-Чи и легенда десяти колец             | 1 сентября 2021 | 1:08:19      | Джоэл П. Уэст                 | Hollywood Records Marvel Music   |
| Вечные                                    | 3 ноября 2021   | 1:08:17      | Рамин Джавади                 | Hollywood Records Marvel Music   |
| Доктор Стрэндж: В мультивселенной безумия | 4 мая 2022      | 1:01:25      | Дэнни Эльфман                 | Hollywood Records Marvel Music   |
| Тор: Любовь и гром                        | 6 июля 2022     | 59:03        | Майкл Джаккино                | Hollywood Records Marvel Music   |
| Чёрная пантера: Ваканда навеки            | 11 ноября 2022  | 1:23:00      | Людвиг Йоранссон              | Hollywood Records Marvel Music   |
| Человек-муравей и Оса: Квантомания        | 15 февраля 2023 | 1:00:14      | Кристоф Бек                   | Hollywood Records Marvel Music   |
| Стражи Галактики. Часть 3                 | 3 мая 2023      | 1:03:02      | Джон Мерфи                    | Hollywood Records Marvel Music   |
| Капитан Марвел 2                          | 8 ноября 2023   | 1:15:00      | Лора Карпман                  | Hollywood Records Marvel Music   |
| Дэдпул и Росомаха                         | 24 июля 2024    | 1:01:51      | Роб Симонсен                  | Hollywood Records Marvel Music   |

#### Саундтрек к сериалам
| Название                                                     | Дата выхода      | Длительность | Композитор(-ы)                                     | Лейбл(-ы)                      |
| ------------------------------------------------------------ | ---------------- | ------------ | -------------------------------------------------- | ------------------------------ |
| Сорвиголова                                                  | 27 апреля 2015   | 41:45        | Джон Песано                                        | Hollywood Records Marvel Music |
| Агенты Щ.И.Т                                                 | 4 сентября 2015  | 1:18:00      | Беар Маккрири                                      | Hollywood Records Marvel Music |
| Агент Картер                                                 | 11 декабря 2015  | 1:06:00      | Кристофер Леннерц                                  | Hollywood Records Marvel Music |
| Джессика Джонс                                               | 3 июня 2016      | 59:53        | Шон Коллери                                        | Hollywood Records Marvel Music |
| Сорвиголова (Сезон 2)                                        | 15 июля 2016     | 50:49        | Джон Песано                                        | Hollywood Records Marvel Music |
| Люк Кейдж                                                    | 7 октября 2016   | 1:35:00      | Адриан Янг и Али Шахид Мухаммад                    | Hollywood Records Marvel Music |
| Железный кулак                                               | 17 марта 2017    | 1:02:00      | Тревор Моррис                                      | Hollywood Records Marvel Music |
| Защитники                                                    | 17 августа 2017  | 49:15        | Джон Песано                                        | Hollywood Records Marvel Music |
| Каратель                                                     | 17 ноября 2017   | 42:52        | Тайлер Бэйтс                                       | Hollywood Records Marvel Music |
| Беглецы                                                      | 26 января 2018   | 44:57        | Сиддхарта Кхосла                                   | Hollywood Records Marvel Music |
| Джессика Джонс (Сезон 2)                                     | 16 марта 2018    | 51:75        | Шон Коллери                                        | Hollywood Records Marvel Music |
| Плащ и Кинжал                                                | 8 июня 2018      | 41:25        | Марк Айшем                                         | Hollywood Records Marvel Music |
| Люк Кейдж (Сезон 2)                                          | 22 июня 2018     | 1:31:00      | Адриан Янг и Али Шахид Мухаммад                    | Hollywood Records Marvel Music |
| Железный кулак (Сезон 2)                                     | 7 сентября 2018  | 39:12        | Роберт Лидекер                                     | Hollywood Records Marvel Music |
| Сорвиголова (Сезон 3)                                        | 19 октября 2018  | 1:15:00      | Джон Песано                                        | Hollywood Records Marvel Music |
| Каратель (Сезон 2)                                           | 18 января 2019   | 51:52        | Тайлер Бэйтс                                       | Hollywood Records Marvel Music |
| Плащ и Кинжал (Сезон 2)                                      | 24 мая 2019      | 49:04        | Марк Айшем                                         | Hollywood Records Marvel Music |
| Джессика Джонс (Сезон 3)                                     | 19 июля 2019     | 57:51        | Шон Коллери                                        | Hollywood Records Marvel Music |
| Ванда/Вижн (Эпизод 1)                                        | 22 января 2021   | 9:14         | Кристоф Бек, Кристен Андерсон-Лопес и Роберт Лопес | Hollywood Records Marvel Music |
| Ванда/Вижн (Эпизод 2)                                        | 22 января 2021   | 7:37         | Кристоф Бек, Кристен Андерсон-Лопес и Роберт Лопес | Hollywood Records Marvel Music |
| Ванда/Вижн (Эпизод 3)                                        | 29 января 2021   | 12:31        | Кристоф Бек, Кристен Андерсон-Лопес и Роберт Лопес | Hollywood Records Marvel Music |
| Ванда/Вижн (Эпизод 4)                                        | 5 февраля 2021   | 18:13        | Кристоф Бек                                        | Hollywood Records Marvel Music |
| Ванда/Вижн (Эпизод 5)                                        | 12 февраля 2021  | 16:19        | Кристоф Бек, Кристен Андерсон-Лопес и Роберт Лопес | Hollywood Records Marvel Music |
| Ванда/Вижн (Эпизод 6)                                        | 19 февраля 2021  | 19:28        | Кристоф Бек, Кристен Андерсон-Лопес и Роберт Лопес | Hollywood Records Marvel Music |
| Ванда/Вижн (Эпизод 7)                                        | 23 февраля 2021  | 18:43        | Кристоф Бек, Кристен Андерсон-Лопес и Роберт Лопес | Hollywood Records Marvel Music |
| Ванда/Вижн (Эпизод 8)                                        | 5 марта 2021     | 32:15        | Кристоф Бек                                        | Hollywood Records Marvel Music |
| Ванда/Вижн (Эпизод 9)                                        | 12 марта 2021    | 36:06        | Кристоф Бек                                        | Hollywood Records Marvel Music |
| Сокол и Зимний солдат (Эпизоды 1-3)                          | 9 апреля 2021    | 58:54        | Генри Джекман                                      | Hollywood Records Marvel Music |
| Сокол и Зимний солдат (Эпизод 4-6)                           | 30 апреля 2021   | 1:00:33      | Генри Джекман                                      | Hollywood Records Marvel Music |
| МОДОК                                                        | 21 мая 2021      |              | Даниэль Рохас, Эйми Манн и Пэттон Освальт          | Hollywood Records Marvel Music |
| Локи (Эпизод 1-3)                                            | 2 июля 2021      | 49:33        | Натали Холт                                        | Hollywood Records Marvel Music |
| Локи (Эпизод 4-6)                                            | 23 июля 2021     | 1:06:17      | Натали Холт                                        | Hollywood Records Marvel Music |
| Что, если… Капитан Картер была бы Первым мстителем?          | 13 августа 2021  | 23:48        | Лора Карпман                                       | Hollywood Records Marvel Music |
| Что,если… Т’Чалла стал бы Звёздным Лордом?                   | 23 августа 2021  | 22:35        | Лора Карпман                                       | Hollywood Records Marvel Music |
| Что, если… мир утратил бы своих величайших героев?           | 27 августа 2021  | 25:02        | Лора Карпман                                       | Hollywood Records Marvel Music |
| Что, если… Доктор Стрэндж потерял бы своё сердце вместо рук? | 3 сентября 2021  | 30:09        | Лора Карпман                                       | Hollywood Records Marvel Music |
| Что, если… зомби?                                            | 10 сентября 2021 | 24:47        | Лора Карпман                                       | Hollywood Records Marvel Music |
| Что, если… Киллмонгер спас бы Тони Старка?                   | 17 сентября 2021 | 20:49        | Лора Карпман                                       | Hollywood Records Marvel Music |
| Что, если… Тор был бы единственным ребёнком?                 | 24 сентября      | 21:40        | Лора Карпман                                       | Hollywood Records Marvel Music |
| Что, если… Альтрон победил бы?                               | 1 октября 2021   | 21:14        | Лора Карпман                                       | Hollywood Records Marvel Music |
| Что, если… Наблюдатель нарушил бы свою клятву?               | 8 октября 2021   | 30:09        | Лора Карпман                                       | Hollywood Records Marvel Music |
| Хит-Манки                                                    | 17 ноября 2021   | 44:24        | Даниэль Рохас                                      | Hollywood Records Marvel Music |
| Соколиный глаз (Эпизоды 1–3)                                 | 10 декабря 2021  | 47:23        | Кристоф Бек                                        | Hollywood Records Marvel Music |
| Соколиный глаз (Эпизоды 4–6)                                 | 24 декабря 2021  | 53:05        | Кристоф Бек                                        | Hollywood Records Marvel Music |
| Лунный рыцарь                                                | 27 апреля 2022   | 1:25:22      | Хешам Назих                                        | Hollywood Records Marvel Music |
| Мисс Марвел: Часть 1 (Эпизоды 1—3)                           | 22 июня 2022     | 49:29        | Лора Карпман                                       | Hollywood Records Marvel Music |
| Мисс Марвел: Часть 2 (Эпизоды 4—6)                           | 13 июля 2022     | 1:28:29      | Лора Карпман                                       | Hollywood Records Marvel Music |
| Женщина-Халк: Адвокат - Часть 1 (Эпизоды 1—4)                | 16 сентября 2022 | 52:17        | Эми Доэрти                                         | Hollywood Records Marvel Music |
| Женщина-Халк: Адвокат - Часть 2 (Эпизоды 5—9)                | 18 октября 2022  | 62:35        | Эми Доэрти                                         | Hollywood Records Marvel Music |

#### Саундтрек и компьютерным играм
| Название                                        | Дата выхода      | Длительность | Композитор(-ы)                 | Лейбл(-ы)                      |
| ----------------------------------------------- | ---------------- | ------------ | ------------------------------ | ------------------------------ |
| Marvel’s Spider-Man                             | 21 сентября 2018 | 1:20:00      | Джон Песано                    | Hollywood Records Marvel Music |
| Marvel’s Spider-Man: The City That Never Sleeps | 21 декабря 2018  | 18:25        | Джон Песано                    | Hollywood Records Marvel Music |
| Marvel’s Iron Man VR                            | 31 июля 2020     | 1:03:00      | Кадзума Дзинноти и Джон Песано | Hollywood Records Marvel Music |
| Marvel’s Avengers                               | 4 сентября 2020  | 43:00        | Бобби Тахури                   | Hollywood Records Marvel Music |
| Marvel’s Spider-Man: Miles Morales              | 10 ноября 2020   | 1:11:00      | Джон Песано                    | Hollywood Records Marvel Music |
| Marvel’s Guardians of the Galaxy                | 26 октября 2021  | 2:03:00      | Ричард Джейкс                  | Hollywood Records Marvel Music |
| Marvel’s Spider-Man 2                           | 20 октября 2023  | 1:18:00      | Джон Песано                    | Hollywood Records Marvel Music |

#### Музыкальные клипы
| Название                                                                                               | Исполнители                                   | Дата выхода     | Длительность |
| --- | --------------------------------------------- | --------------- | ------------ |
| Guardians' Inferno" \| Marvel Studios’ Guardians of the Galaxy Vol. 2                                  | The Sneepers и Дэвид Хасселхофф               | 7 августа 2017  | 3:38         |
| Jaden — I’m Ready (From «Marvel’s Spider-Man: Miles Morales»)                                          | Jaden                                         | 17 ноября 2020  | 3:25         |
| Zero to Hero (From «Marvel’s Guardians of the Galaxy: Original Video Game»)                            | Star-Lord Band, Стив Щепковски и Йоханн Будро | 8 октября 2021  | 3:29         |
| Ghost (Music from "Marvel's Guardians of the Galaxy: Original Video Game Soundtrack"/Acoustic Version) | Star-Lord Band, Стив Щепковски и Йоханн Будро | 26 октября 2022 | 5:45         |

#### Синглы
| Название                         | Исполнители                                 | Дата выхода      | Длительность | Лейбл(-ы)                                         |
| -------------------------------- | ------------------------------------------- | ---------------- | ------------ | ------------------------------------------------- |
| Live to Rise                     | Soundgarden                                 | 17 апреля 2012   | 4:40         | Hollywood Records Marvel Music                    |
| Watcha Gonna Do (It’s Up to You) | Энвер Джокай и Хейли Этвелл                 | 18 марта 2016    | 3:51         | Hollywood Records Marvel Music                    |
| Bulletproof Love                 | Адриан Юнг, Али Шахид Мухаммад и Method Man | 30 сентября 2016 | 2:12         | Hollywood Records Marvel Music                    |
| Guardians' Inferno               | The Sneepers и Дэвид Хасселхофф             | 21 апреля 2017   | 3:19         | Hollywood Records Marvel Music                    |
| Family TV Night                  | Кристоф Бек                                 | 9 апреля 2021    | 0:43         | Hollywood Records Marvel Music                    |
| Agatha All Along                 | Кристен Андерсон-Лопес и Роберт Лопес       | 23 февраля 2021  | 1:02         | Hollywood Records Marvel Music                    |
| Louisiana Hero                   | Генри Джекман                               | 26 марта 2021    | 2:14         | Hollywood Records Marvel Music                    |
| TVA                              | Натали Холт                                 | 10 июня 2021     | 2:28         | Hollywood Records Marvel Music                    |
| Lazy Susan                       | 21 Savage и Rich Brian                      | 10 августа 2021  | 4:39         | Hollywood Records Marvel Music Interscope Records |
| Every Summertime                 | Niki                                        | 10 августа 2021  | 3:36         | Hollywood Records Marvel Music Interscope Records |
| Run It                           | DJ Snake, Рик Росс и Rich Brian             | 13 августа 2021  | 2:43         | Hollywood Records Marvel Music Interscope Records |
| In the Dark                      | Swae Lee                                    | 20 августа 2021  | 2:41         | Hollywood Records Marvel Music Interscope Records |
| Across the Oceans of Time        | Рамин Джавади                               | 22 октября 2021  | 3:50         | Hollywood Records Marvel Music                    |
| Eternals Theme                   | Рамин Джавади                               | 22 октября 2021  | 3:47         | Hollywood Records Marvel Music                    |
| Save the City                    | Марк Шайман и Скотт Уиттман                 | 24 ноября 2021   | 4:26         | Hollywood Records Marvel Music                    |

#### Альбомы
| Название                                                                                    | Дата выхода     | Длительность | Лейбл(-ы)                                         |
| ------------------------------------------------------------------------------------------- | --------------- | ------------ | ------------------------------------------------- |
| Avengers Assemble (Music from and Inspired by the Motion Picture)                           | 1 мая 2012      | 48:20        | Hollywood Records Marvel Music                    |
| Iron Man 3: Heroes Fall (Music Inspired by the Motion Picture)                              | 30 апреля 2013  | 44:36        | Hollywood Records Marvel Music                    |
| Guardians of the Galaxy: Awesome Mix Vol. 1 (Original Motion Picture Soundtrack)            | 29 июля 2014    | 44:34        | Hollywood Records Marvel Music                    |
| Guardians of the Galaxy Vol. 2: Awesome Mix Vol. 2 (Original Motion Picture Soundtrack)     | 21 апреля 2017  | 51:59        | Hollywood Records Marvel Music                    |
| Runaways (Original Soundtrack)                                                              | 12 января 2018  |              | Hollywood Records Marvel Music                    |
| Cloak & Dagger (Original Television Series Soundtrack)                                      | 8 июня 2018     |              | Hollywood Records Marvel Music                    |
| Shang-Chi and the Legend of the Ten Rings: The Album                                        | 3 сентября 2021 | 1:01:37      | Hollywood Records Marvel Music Interscope Records |
| Space Rider (Music from «Marvel’s Guardians of the Galaxy: Original Video Game Soundtrack») | 26 октября 2021 | 50:00        | Hollywood Records Marvel Music                    |